# Алкоголи (книга)
«Алкоголи» (фр. Alcools) — сборник стихов французского поэта Гийома Аполлинера, опубликованный в 1913 году.

## Содержание и публикация
Изначально Аполлинер хотел назвать книгу «Ветер Рейна». Позже у него появилась идея названия «Республиканский календарь», причём ряд поэм и стихотворений в сборнике должен был называться в честь месяцев календаря революционной Франции. Поэма «Вандемьер» сохранила своё название, стихотворение «Брюмер» позже было озаглавлено «Кортеж». Некоторое время существовал вариант заглавия «Водка». Наконец, Аполлинер остановился на «Алкоголях»; таким образом, по словам Н. Балашова, он хотел сказать, что «жизнь XX века жгуча, как спирт».
Вошедшие в книгу стихи и поэмы условно делятся на три цикла: написанные в 1898—1904 годах с ярко выраженным романтичным стилем, произведения 1905—1909 годов, в которых заметны формалистические поиски автора, и произведения начала 1910-х годов с характерной реалистической направленностью.

## Значение
Литературоведы считают публикацию «Алкоголей» одним из важнейших событий в истории поэзии XX века: эта книга вместе с поэмами Блеза Сандрара обозначила поворот французского поэтического искусства к реализму.
Большое значение имели новшества в поэтике, появившиеся в «Алкоголях»: отказ от пунктуации, барочные образы, чередование разных стилей, звукопись.